# Dongjing, Hunan
Dongjing (kinesiska: 洞井, 洞井镇) är en köpinghuvudort i Kina. Den ligger i provinsen Hunan, i den södra delen av landet, omkring 13 kilometer sydost om provinshuvudstaden Changsha. Antalet invånare är 73 415. Befolkningen består av 36 263 kvinnor och 37 152 män. Barn under 15 år utgör 13,0 %, vuxna 15-64 år 81 %, och äldre över 65 år 5,0 %.
Runt Dongjing är det tätbefolkat, med 982 invånare per kvadratkilometer. Närmaste större samhälle är Changsha, 13,6 km norr om Dongjing. Trakten runt Dongjing består till största delen av jordbruksmark.
Genomsnittlig årsnederbörd är 1 884 millimeter. Den regnigaste månaden är maj, med i genomsnitt 338 mm nederbörd, och den torraste är oktober, med 45 mm nederbörd.